# لوقا كارديلي
لوقا أندريه كارديلي (بالإنجليزية: Luca Andrea Cardelli)‏، عضو في الجمعية الملكية، هو عالم حاسوب إيطاليّ وَنائب مدير في أبحاث ميكروسوفت في كامبريدج، المملكة المتّحدة. وَعُرِف بسبب بحثه في نظرية النمط وَالدلالات العملياتية. وقد ساهم في تصميم مودولا-3، وَنفّذ أوّل مجمّع للغة إم إل الوظيفيّة، وَعرَّف مفهوم البرمجة كاملة النمط. وساعد في تطوير لغة البرمجة التجريبيّة سي شارب عديدة الأصوات (بالإنجليزية: Polyphonic C sharp)‏.

## التعليم
وُلد في مونتيكاتيني تيرمي، إيطاليا. وارتاد جامعة بيزا قبل أن يتلقّى الدكتوراه من جامعة إدنبرة في عام 1982 وذلك قبل أن ينضم لأبحاث ميكروسوفت في عام 1997، وعمل لحساب مختبرات بل وَشركة معدات تقنية، وساهم في برمجيَّة يونكس مُتضمَّنة فيزمون(vismon).

## الجوائز
في 2004، أصبح عضوًا في رابطة مكائن الحوسبة. وهو أيضًا عضو في الجمعية الملكية. وفي 2007، فاز بجائزة دال-نيغارد الشَرَفيّة.

## روابط خارجيّة
- مقابلة عالم الحاسوب مع لوقا كارديلي